# 亞洲購物中心體育館
亞洲購物中心體育館是一座位於菲律賓帕賽市亞洲購物中心園區中的室內體育館。可容納16000人，滿座時更可容納20000人。2012年6月16日正式啟用。
亞洲購物中心體育館成為菲律賓籃球協會對於Smart Araneta Coliseum無法使用時的替代場地。本體育館也成為菲律賓大學運動協會的新家。

## 外部連結
- 官方网站

14°31′55″N 120°59′1″E / 14.53194°N 120.98361°E